# Aegypius
Aegypius – rodzaj ptaków z podrodziny jastrzębi (Accipitrinae) w rodzinie jastrzębiowatych (Accipitridae).

## Zasięg występowania
Rodzaj obejmuje gatunki występujące od południowej Europy do centralnej Azji, Pakistanu i północno-zachodnich Indii (zasięg tylko dla gatunku występującego współcześnie).

## Morfologia
Długość ciała 100–120 cm, rozpiętość skrzydeł 250–295 cm; masa ciała samic 7,5–12,5 kg, samców 7–11,5 kg.

## Systematyka

### Etymologia
- Aegypius (Oegypius, Oegipius): gr. αιγυπιος aigupios „sęp”; na podstawie Aιγυπιος Homera, Hezjoda, Sofoklesa, Arystotelesa i innych starożytnych greckich autorów. Nazwa ta była stosowana do różnych gatunków, które odwiedzały pobojowiska po walce, by żywić się ciałami wojowników i ich rumaków poległych w walce[7].
- Polypteryx: gr. πολυς polus „wielki, szeroki”; πτερυξ pterux, πτερυγος pterugos „skrzydło”[8]. Gatunek typowy: Polypteryx cupido Hodgson, 1844 (= Vultur monachus Linnaeus, 1766).

### Podział systematyczny
Do rodzaju należy jeden współcześnie żyjący gatunek:
- Aegypius monachus (Linnaeus, 1766) – sęp kasztanowaty

oraz dwa gatunki wymarłe:
- Aegypius prepyrenaicus Carrasquilla, 2001
- Aegypius jinniushanensis Zhang, Huang, James & Hou, 2012